# Pierre Fabri II
Pour les articles homonymes, voir Pierre Fabri.
Pierre Fabri,    mort en  1416 (?), est un prélat français  du XVe siècle. Il est de la même famille que le précédent évêque de Riez, Guillaume Fabri    et appartient donc probablement à la famille de Jean Fabri, cardinal-évêque de Tulle, et du pape Grégoire XI.

## Biographie
Pierre est prévôt du chapitre de Riez  et  le lendemain de la mort de Guillaume Fabri en 1413, il est élu pour lui succéder.
Comme vicaire général de Jean de Brogni, archevêque d'Arles, il tient deux synodes dans la ville métropolitaine.

## Source
- La France pontificale (Gallia Christiana), Paris, s.d.